# Kiss (nummer)
Kiss is een muzieknummer van Prince and The Revolution uit 1986. Het nummer is afkomstig van het album Parade uit hetzelfde jaar.

## Prince and the Revolution

### Ontstaan
Kiss van Prince and the Revolution, begon als een akoestische demo van een minuut bestaande uit een vers en een refrein. Prince besloot echter het nummer niet voor zichzelf te houden en gaf het aan de Paisley Park funkband Mazarati, een protegé-act van zijn bandlid Brownmark, voor hun debuutalbum. Mazarati en producent David Z. veranderde het nummer aanzienlijk en gaven het zijn rauwe en minimalistische funkgeluid. Toen Mazarati het nummer aan Prince afleverde was hij verbaasd over het resultaat en besloot om toch het nummer voor zich zelf te houden. Hij verving de hoofdvocalen, voegde de kenmerkende gitaaronderbreking in het refrein toe en monteerde het nummer tot zijn uiteindelijke vorm. De achtergrondvocalen, die Prince intact hield, werden op Parade en de single toegewezen aan Mazarati.

### Single
Hij voegde op het allerlaatste moment het nummer aan Parade toe en gaf het ondanks de aanvankelijke weigering van Warner Bros. om het nummer als single uit te brengen, het als eerste single uit van Parade. Het werd, na When Doves Cry en Let's Go Crazy, Prince zijn derde nummer 1-hit in thuisland de Verenigde Staten. Ook in andere landen werd het een nummer 1-hit,
In Nederland werd de plaat veel gedraaid op Radio 3 en werd een radiohit. De plaat bereikte de 2e positie in de Nederlandse Top 40 en de 3e positie in de Nationale Hitparade. In de Europese hitlijst op Radio 3, de TROS Europarade, werd de 2e positie bereikt.
In België bereikte de plaat de 3e positie in de Vlaamse Ultratop 50 en de 4e positie in de Vlaamse Radio 2 Top 30.
De singleversie is ietsje langer dan de albumversie. Op het album loopt het nummer na het laatste "Kiss" meteen over in het volgende nummer Anotherloverholenyohead. Op de single zit er nog een klein stuk funky gitaar aan vast met direct een fade-out.

#### 12"-single
De 12"-single van Kiss bestaat uit de albumversie, met een extra stuk van een paar minuten eraan vastgeplakt. Het extra stuk is gebaseerd op de funky gitaarlijn en bevat een veel vollere instrumentatie dan de albumversie, inclusief basgitaar, toetsen en blazers. Tevens wordt er een nieuw stuk tekst toegevoegd van Prince met Wendy en Lisa, dat eindigt met een humoristisch bedoelde dialoog tussen een echtpaar dat naar Prince kijkt op de televisie.
De 12"-versie zal in 1989 in Europa op beperkte schaal worden uitgebracht op een compilatie-single-cd. Uiteindelijk zal deze versie in 2006 wereldwijd worden uitgebracht op het compilatiealbum Ultimate.

#### B-kant: ♥ or $
De B-kant van Kiss was het funky ♥ or $ ("Love or Money"), dat werd gezongen in een kunstmatig hoge toonhoogte. Dit effect zal Prince later gebruiken voor het Camille-materiaal. Op de B-kant van de 12" van Kiss staat een langere versie van ♥ or $. Wanneer deze 12"-versie op 33 toeren in plaats van 45 toeren wordt gedraaid is de stem van Prince vrijwel op normale toonhoogte en samen met de rustigere instrumentatie lijkt het nummer een hoog Sly Stone-gehalte te krijgen. De tekst van het nummer sluit aan op de film Under the Cherry Moon en is ook voor een groot deel in de film te horen.
♥ or $ was sinds 1986 alleen beschikbaar op vinyl, echter sinds 2016 is de single ♥ or $ beschikbaar via iTunes.

### Videoclip
De videoclip van Kiss laat Prince met een gesluierde vrouw zien die op een erotische manier aan het dansen zijn. Het enige lid van The Revolution is Wendy Melvoin, die op een barkruk doet alsof ze gitaar speelt.
In Nederland werd de videoclip destijds op televisie uitgezonden in de pop programma's AVRO's Toppop, Countdown met Adam Curry van Veronica en TROS Popformule met  Erik de Zwart, die per eind april 1986 weer zou terugkeren bij Veronica.

### Hitnoteringen

#### Nederlandse Top 40
| Hitnotering: 22-03-1986 t/m 07-06-1986 | Hitnotering: 22-03-1986 t/m 07-06-1986 | Hitnotering: 22-03-1986 t/m 07-06-1986 | Hitnotering: 22-03-1986 t/m 07-06-1986 | Hitnotering: 22-03-1986 t/m 07-06-1986 | Hitnotering: 22-03-1986 t/m 07-06-1986 | Hitnotering: 22-03-1986 t/m 07-06-1986 | Hitnotering: 22-03-1986 t/m 07-06-1986 | Hitnotering: 22-03-1986 t/m 07-06-1986 | Hitnotering: 22-03-1986 t/m 07-06-1986 | Hitnotering: 22-03-1986 t/m 07-06-1986 | Hitnotering: 22-03-1986 t/m 07-06-1986 | Hitnotering: 22-03-1986 t/m 07-06-1986 | Hitnotering: 22-03-1986 t/m 07-06-1986 |
| Week:                                  | 1                                      | 2                                      | 3                                      | 4                                      | 5                                      | 6                                      | 7                                      | 8                                      | 9                                      | 10                                     | 11                                     | 12                                     |                                        |
| -------------------------------------- | -------------------------------------- | -------------------------------------- | -------------------------------------- | -------------------------------------- | -------------------------------------- | -------------------------------------- | -------------------------------------- | -------------------------------------- | -------------------------------------- | -------------------------------------- | -------------------------------------- | -------------------------------------- | -------------------------------------- |
| Positie:                               | 29                                     | 18                                     | 10                                     | 7                                      | 3                                      | 2                                      | 3                                      | 5                                      | 8                                      | 12                                     | 21                                     | 29                                     | uit                                    |

#### Nationale Hitparade
| Hitnotering: 08-03-1986 t/m 14-06-1986 | Hitnotering: 08-03-1986 t/m 14-06-1986 | Hitnotering: 08-03-1986 t/m 14-06-1986 | Hitnotering: 08-03-1986 t/m 14-06-1986 | Hitnotering: 08-03-1986 t/m 14-06-1986 | Hitnotering: 08-03-1986 t/m 14-06-1986 | Hitnotering: 08-03-1986 t/m 14-06-1986 | Hitnotering: 08-03-1986 t/m 14-06-1986 | Hitnotering: 08-03-1986 t/m 14-06-1986 | Hitnotering: 08-03-1986 t/m 14-06-1986 | Hitnotering: 08-03-1986 t/m 14-06-1986 | Hitnotering: 08-03-1986 t/m 14-06-1986 | Hitnotering: 08-03-1986 t/m 14-06-1986 | Hitnotering: 08-03-1986 t/m 14-06-1986 | Hitnotering: 08-03-1986 t/m 14-06-1986 | Hitnotering: 08-03-1986 t/m 14-06-1986 | Hitnotering: 08-03-1986 t/m 14-06-1986 |
| Week:                                  | 1                                      | 2                                      | 3                                      | 4                                      | 5                                      | 6                                      | 7                                      | 8                                      | 9                                      | 10                                     | 11                                     | 12                                     | 13                                     | 14                                     | 15                                     |                                        |
| -------------------------------------- | -------------------------------------- | -------------------------------------- | -------------------------------------- | -------------------------------------- | -------------------------------------- | -------------------------------------- | -------------------------------------- | -------------------------------------- | -------------------------------------- | -------------------------------------- | -------------------------------------- | -------------------------------------- | -------------------------------------- | -------------------------------------- | -------------------------------------- | -------------------------------------- |
| Positie:                               | 43                                     | 18                                     | 12                                     | 9                                      | 3                                      | 5                                      | 3                                      | 4                                      | 5                                      | 8                                      | 11                                     | 18                                     | 25                                     | 45                                     | 48                                     | uit                                    |

#### TROS Europarade
Hitnotering: 29-03-1986 t/m 05-07-1986. Hoogste notering: #2 (3 weken).

#### Vlaamse Radio 2 Top 30
| Hitnotering: 05-04-1986 t/m | Hitnotering: 05-04-1986 t/m | Hitnotering: 05-04-1986 t/m | Hitnotering: 05-04-1986 t/m | Hitnotering: 05-04-1986 t/m | Hitnotering: 05-04-1986 t/m | Hitnotering: 05-04-1986 t/m | Hitnotering: 05-04-1986 t/m | Hitnotering: 05-04-1986 t/m | Hitnotering: 05-04-1986 t/m | Hitnotering: 05-04-1986 t/m |
| Week:                       | 1                           | 2                           | 3                           | 4                           | 5                           | 6                           | 7                           | 8                           | 9                           |                             |
| --------------------------- | --------------------------- | --------------------------- | --------------------------- | --------------------------- | --------------------------- | --------------------------- | --------------------------- | --------------------------- | --------------------------- | --------------------------- |
| Positie:                    | 17                          | 11                          | 6                           | 11                          | 6                           | 4                           | 5                           | 9                           | 16                          | uit                         |

#### NPO Radio 2 Top 2000
| Nummer met noteringen in de NPO Radio 2 Top 2000 | '01  | '02  | '03  | '04 | '05 | '06  | '07  | '08  | '09  | '10  | '11  | '12  | '13  | '14  | '15  | '16 | '17  | '18 | '19  | '20  | '21  | '22  | '23  | '24  |
| ------------------------------------------------ | ---- | ---- | ---- | --- | --- | ---- | ---- | ---- | ---- | ---- | ---- | ---- | ---- | ---- | ---- | --- | ---- | --- | ---- | ---- | ---- | ---- | ---- | ---- |
| Kiss                                             | 1095 | 1311 | 1114 | 957 | -   | 1566 | 1620 | 1581 | 1592 | 1088 | 1401 | 1179 | 1204 | 1238 | 1101 | 721 | 1077 | 998 | 1072 | 1003 | 1221 | 1388 | 1380 | 1211 |

1. ↑  Een '-' betekent dat het nummer niet was genoteerd en een vetgedrukt getal geeft de hoogste notering aan.
2. ↑  2001 was het eerste jaar met een notering voor dit nummer.

## Bertus Staigerpaip
In 1987 maakte de Brabantse dialectband Bertus Staigerpaip een parodie op het nummer Kiss en noemde het Rits.
De single werd destijds veel gedraaid op zowel Radio 2 als Radio 3 en bereikte de 26e positie in de Nationale Hitparade Top 100 en de 24e positie in de Nederlandse Top 40.

### Hitnoteringen

#### Nederlandse Top 40
| Hitnotering: 09-01-1988 t/m 30-01-1988 | Hitnotering: 09-01-1988 t/m 30-01-1988 | Hitnotering: 09-01-1988 t/m 30-01-1988 | Hitnotering: 09-01-1988 t/m 30-01-1988 | Hitnotering: 09-01-1988 t/m 30-01-1988 | Hitnotering: 09-01-1988 t/m 30-01-1988 |
| Week:                                  | 1                                      | 2                                      | 3                                      | 4                                      |                                        |
| -------------------------------------- | -------------------------------------- | -------------------------------------- | -------------------------------------- | -------------------------------------- | -------------------------------------- |
| Positie:                               | 31                                     | 26                                     | 24                                     | 30                                     | uit                                    |

#### Nationale Hitparade Top 100
| Hitnotering: 19-12-1987 t/m 27-02-1988 | Hitnotering: 19-12-1987 t/m 27-02-1988 | Hitnotering: 19-12-1987 t/m 27-02-1988 | Hitnotering: 19-12-1987 t/m 27-02-1988 | Hitnotering: 19-12-1987 t/m 27-02-1988 | Hitnotering: 19-12-1987 t/m 27-02-1988 | Hitnotering: 19-12-1987 t/m 27-02-1988 | Hitnotering: 19-12-1987 t/m 27-02-1988 | Hitnotering: 19-12-1987 t/m 27-02-1988 | Hitnotering: 19-12-1987 t/m 27-02-1988 | Hitnotering: 19-12-1987 t/m 27-02-1988 | Hitnotering: 19-12-1987 t/m 27-02-1988 |
| Week:                                  | 1                                      | 2                                      | 3                                      | 4                                      | 5                                      | 6                                      | 7                                      | 8                                      | 9                                      | 10                                     |                                        |
| -------------------------------------- | -------------------------------------- | -------------------------------------- | -------------------------------------- | -------------------------------------- | -------------------------------------- | -------------------------------------- | -------------------------------------- | -------------------------------------- | -------------------------------------- | -------------------------------------- | -------------------------------------- |
| Positie:                               | 73                                     | 44                                     | 30                                     | 29                                     | 26                                     | 26                                     | 38                                     | 63                                     | 83                                     | 92                                     | uit                                    |

## The Art of Noise & Tom Jones
In 1987 namen The Art of Noise in samenwerking met Tom Jones een coverversie van Kiss op. Het nummer haalde een top 10-notering in Nederland en Vlaanderen en bereikte zelfs de eerste plaats in de Nieuw-Zeelandse hitparade.

### Hitnoteringen

#### Nederlandse Top 40
| Positie: | 29 | 13 | 8 | 6 | 5 | 5 | 7 | 16 | 34 | 39 | uit |

#### Nationale Hitparade Top 100
| Positie: | 87 | 35 | 15 | 8 | 7 | 6 | 9 | 16 | 17 | 24 | 31 | 59 | 85 | uit |

#### Vlaamse Radio 2 Top 30
| Hitnotering: 12-10-1988 t/m 14-01-1989 | Hitnotering: 12-10-1988 t/m 14-01-1989 | Hitnotering: 12-10-1988 t/m 14-01-1989 | Hitnotering: 12-10-1988 t/m 14-01-1989 | Hitnotering: 12-10-1988 t/m 14-01-1989 | Hitnotering: 12-10-1988 t/m 14-01-1989 | Hitnotering: 12-10-1988 t/m 14-01-1989 | Hitnotering: 12-10-1988 t/m 14-01-1989 | Hitnotering: 12-10-1988 t/m 14-01-1989 | Hitnotering: 12-10-1988 t/m 14-01-1989 | Hitnotering: 12-10-1988 t/m 14-01-1989 | Hitnotering: 12-10-1988 t/m 14-01-1989 |
| Week:                                  | 1                                      | 2                                      | 3                                      | 4                                      | 5                                      | 6                                      | 7                                      | 8                                      | 9                                      | 10                                     |                                        |
| -------------------------------------- | -------------------------------------- | -------------------------------------- | -------------------------------------- | -------------------------------------- | -------------------------------------- | -------------------------------------- | -------------------------------------- | -------------------------------------- | -------------------------------------- | -------------------------------------- | -------------------------------------- |
| Positie:                               | 15                                     | 9                                      | 5                                      | 5                                      | 5                                      | 7                                      | 7                                      | 11                                     | 14                                     | 22                                     | uit                                    |

#### NPO Radio 2 Top 2000
Kiss stond alleen in 1999 in de NPO Radio 2 Top 2000, op plek 1558.